# Grania colorata
Grania colorata är en ringmaskart som beskrevs av DeWit, Rota och Erséus 2009. Grania colorata ingår i släktet Grania och familjen småringmaskar. Inga underarter finns listade i Catalogue of Life.